# Фитч, Александра
Александра «Алекс» Фитч (en. Alexandra «Alex» Fitch, 19 марта, 1995 года, Нора Хед, Централ Кост, Новый Южный Уэльс, Австралия) — австралийская сноубордистка, выступающая в хафпайпе и слоупстайле. Бронзовый призёр Зимних Юношеских Олимпийских игр 2012 в слоупстайле.

## Биография
Александра Фичт родилась 19 марта 1995 года в австралийском городе Нора Хед штата Новый Южный Уэльс. Алекс впервые встала на сноуборд в 2004 году, после того как её родители арендовали ей «доску» во время семейного отдыха на горнолыжном курорте. Вдохновленная катанием её братьев, которые занимались в течение многих лет сноубордингом, Алекс решила начать кататься сноуборде. Вскоре, она стала выигрывать соревнования среди школьников, а затем присоединилась к перишерскому клубу зимних видов спорта в 2008 году, чтобы получить возможность быть тренером. После успехов австралийских сноубордистов на Зимних Олимпийских играх 2006 года и золотой медали в хафпайпе Торы Брайт на Олимпиаде 2010 в Ванкувере, Алекс решила, что будет профессиональной сноубордисткой. До начала занятий сноубордингом, она занималась профессионально плаванием и сёрфингом, а также является членом группы сёрферов—спасателей. В 2012 году окончила Lakes Grammar Anglican School в Новом Южном Уэльсе.

## Юниорские достижения
| Год  | Место проведения  | Возраст | Хафпайп | Слоупстайл |
| ---- | ----------------- | ------- | ------- | ---------- |
| 2011 | ЮЧМ Вальмаленко   | U19     | 12      | 9          |
| 2012 | ЮОИ Инсбрук       | U18     | 4       | 3          |
| 2012 | ЮЧМ Сьерра-Невада | U19     | 9       | 15         |

## Результаты выступлений в Кубке мира

### Хафпайп
| |                     |         |      |       |             |           |      |               |
| \| 2012-13 Итоги (AFU) \| 2012-13 Итоги (AFU) \| Кардона \| Рука \| Купер \| ЧМ Стоунхем \| Парк-Сити \| Сочи \| Сьерра-Невада \| \| Очков \| Место \| Х-П \| Х-П \| Х-П \| Х-П \| Х-П \| Х-П \| Х-П \| \| 340 \| 43 \| 27 \| CANC \| 34 \| 22 \| 25 \| 31 \| 14 \|                                                                                            |                     |         |      |       |             |           |      |               |
| Х-П — Хафпайп DNS — спортсмен был заявлен, но не стартовал DNF — спортсмен стартовал, но не финишировал DSQ — спортсмен финишировал, но дисквалифицирован CANC — старт отменён — — спортсмен не участвовал в этой гонке Примечание: очки набранные в гонках спортсменом на Чемпионатах мира и Олимпийских играх не учитываются в итоговом рейтинге Кубка мира. |                     |         |      |       |             |           |      |               |
| 2012-13 Итоги (AFU) | 2012-13 Итоги (AFU) | Кардона | Рука | Купер | ЧМ Стоунхем | Парк-Сити | Сочи | Сьерра-Невада |
| Очков | Место               | Х-П     | Х-П  | Х-П   | Х-П         | Х-П       | Х-П  | Х-П           |
| 340 | 43                  | 27      | CANC | 34    | 22          | 25        | 31   | 14            |